# 正子内親王 (後朱雀天皇皇女)
正子内親王（まさこないしんのう、寛徳2年4月20日〈1045年5月9日〉 - 永久2年8月20日〈1114年9月20日〉）は、第69代後朱雀天皇の第5皇女。母は女御・藤原延子（藤原頼宗の娘）。後冷泉、後三条両朝の賀茂斎院。押小路斎院、また土御門斎院とも号した。
後朱雀天皇の崩御から3ヶ月後に誕生。天喜6年（1058年）6月27日、異母姉・禖子内親王の後をうけて14歳で賀茂斎院に卜定。康平3年（1060年）4月12日、紫野院に入る。延久元年（1069年）7月24日、病のため25歳で退下、その後は尼となった（『中右記』）。永久2年、70歳で薨去。